# Николаус IV фон Хунолщайн
Николаус IV фон Хунолщайн (на немски: Nikolaus IV von Hunolstein; † 6 януари 1387) е наследствен господар и фогт на замък Хунолщайн в Морбах в Хунсрюк (Рейнланд-Пфалц).

## Произход, управление и наследство
Той е син на фогт Йохан фон Хунолщайн († 27 октомври 1328) и съпругата му Елизабет фон Бланкенхайм († 15 януари 1324), дъщеря на Герхард V фон Бланкенхайм († 1309) и Ирмгард дьо Дюрбюи († сл. 1308). Внук е на фогт Николаус II фон Хунолщайн († 1315) и Беатрикс (Биеле) фон Хаген († сл. 1319). Брат е на Герхард фогт фон Хунолщайн († сл. 1371), Фридрих фогт фон Хунолщайн († 1347), Хайнрих фон Хунолщайн, и на Катарина фогт фон Хунолщайн († 1356/1363), омъжена сл. 1331 г. за Арнолд фон Зирсберг-Дилинген († 1345).
Първият споменат от рода е Хуго фон Хунолщайн († сл. 1202/1222) в документ от 1192 г. като „advocatus de hunolstein“, което значи, фогт фон Хунолщайн, който е брат на Герлах фон Шварценберг. Замъкът Хунолщайн е построен през 1190 г. от граф Фолмар II фон Близкастел, той поставя фамилията „фон Хунолщайн“ като „фогтове“. През 1237 г. със смъртта на граф Хайнрих фон Близкастел собствеността отива на графовете фон Залм, които го дават отново на фогтовете фон Хунолщайн. През средата на 13 век родът се разделя на две главни линии, „стара и млада линия“. Старата линия е основана от фогт Николаус I фон Хунолщайн († сл. 1247). През 1280 г. Хунолщайн е даден на Трир.
През 1296 г. граф Йохан фон Залм продава замък Хунолщайн, без да се интересува от правата на главните господари от Трир, на Николаус II фогт фон Хунолщайн. Това води до дългогодишни спорове. Фогтите фон Хунолщайн започват да се наричат също „господари на Хунолщайн“. Те успяват да си осигурят наследствено право. Старата династична линия на наследствените „фогтове фон Хунолщайн“ измира през 1488 г. и тяхната собственост е взета от архиепископите на Трир.

## Фамилия
Николаус IV фон Хунолщайн се жени пр. 21 септември 1373 г. за рауграфиня Елизабет фон Нойенбаумберг (* пр. 1373; † сл. 1407), дъщеря на рауграф Филип I фон Нойенбаумбург († 1359) и Агнес фон Лайнинген († 1387/1389), дъщеря на граф Жофрид I фон Лайнинген-Харденбург († 1344) и Матилда фон Залм-Оберзалм († сл. 1341). Те имат двама сина:
- Николаус V фон Хунолщайн († сл. 28 февруари 1431 или между 29 септември и 31 декември 1431), господар и фогт на замък Хунолщайн, женен I. на 19 август 1391 г. за Матилда (Метца) фон Залм-Горен Залм († 27 март 1401), II. ок. 27 март 1401 г. за Ида фон Ербах-Ербах († сл. 1402), III. за Луция фон Хаген
- Йохан фогт фон Хунолщайн († сл. 1388).

Вдовицата му рауграфиня Елизабет фон Нойенбаумберг се омъжва втори път пр. 1 януари 1394 г. за Дитрих IV фон Даун-Брух/Бруч († 1400/1402).